# Округ Елба-Елстер
Округ Елба-Елстер је округ на југу немачке савезне државе Бранденбург. 
Површина округа је 1889,34 км². Од тога се 972 км² користи за пољопривреду, док су 673 км² покривена шумама. Крајем 2009. округ је имао 113.586 становника. Има 33 насеља, од којих је седиште управе у месту Херцберг. 
Округ Елба-Елстер је добио име по рекама које протичу кроз њега. То су реке Елба и Црни Елстер. 